# Jan Kozár
Jan Kozár (4. března 1933 Opatovice – 31. března 2009 Chomutov) byl český římskokatolický kněz, správce chomutovské farnosti, okrskový vikář krušnohorského vikariátu, osobní arciděkan, sídelní kanovník katedrální kapituly u sv. Štěpána v Litoměřicích.

## Začátek působení

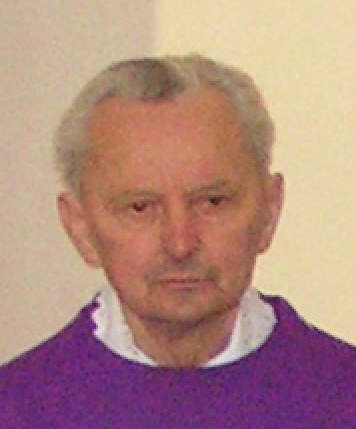
Jan Kozár při mši svaté v den požehnání oratoře na faře 15. prosince 2005 v Chomutově

Na kněze byl vysvěcen 23. června 1963 v Litoměřicích. Nejprve působil od roku 1963 v Teplicích jako kaplan, od roku 1965 v Horním Jiřetíně jako administrátor farnosti.
Když biskup litoměřické diecéze Štěpán Trochta, ve smyslu Motu proprio papeže Pavla VI. Ecclesiae Sanctae z 6. srpna 1966 a dekretů II. vatikánského koncilu, zřídil dne 28. března 1969 Diecézní kněžskou radu, jmenoval do ní také Jana Kozára.
Od 1. října 1970 byl jmenován administrátorem v Kadani, a excurrendo administrátorem v Čachovicích, Mikulovicích, Prunéřově, Tušimicích, Úhošťanech, Želině, Místě a Kralupech u Chomutova. V Kadani byl později jmenován farářem a nakonec děkanem. V roce 1986 se stal děkanem v Chomutově.

## Tajná tiskárna samizdatů
Na období duchovní správy v Kadani v 80. letech 20. století se váže jeho protikomunistická činnost. Angažoval se v tajné tiskárně samizdatů v charitním domově řeholnic dominikánského řádu v Kadani. Byl na něho nasazen agent StB, který se prezentoval jako potenciální konvertita. Tento agent byl Státní bezpečností: „zaměřován na prohloubení styků s děkanem římskokatolické církve v Kadani.“ Obdržel od děkana Kozára k prostudování náboženskou protisocialisticky zaměřenou literaturu, vydávanou ve formě samizdatů. S pomocí tohoto agenta se tajnou tiskárnu podařilo odhalit, nicméně agent byl do určité míry ovlivněn děkanem natolik (podle Kozárova osobního svědectví), že neprozradil všechny informace, které by bývaly byly dostupné. Když se v 90. letech dostal Jan Kozár k záznamům Státní bezpečnosti, byl spíše překvapen, co všechno se nedozvěděla. Existuje ale také názor, že plným prozrazením agenta by StB narušila jeho konspiraci. Státní bezpečnost se Jana Kozára pokoušela získat pro spolupráci do roku 1989, ale bezvýsledně.

## Období po listopadu 1989
Po pádu totality v roce 1990 se stal okrskovým vikářem krušnohorského vikariátu. 1. dubna 1993 byl za svou činnost oceněn litoměřických biskupem Josefem Kouklem titulem osobní arciděkan. 11. dubna 1995 se stal kanovníkem kapituly sv. Štěpána v Litoměřicích s kanonikátem königseggovským II. Zemřel 31. března 2009 v Chomutově. Poslední rozloučení s tímto významným knězem se konalo 6. dubna 2009 v děkanském kostele Nanebevzetí Panny Marie v Chomutově. S kanovníkem Janem Kozárem se přišla rozloučit, kromě velikého počtu věřících i nevěřících, také chomutovská primátorka Ivana Řápková. Následně byl pochován litoměřickým biskupem Janem Baxantem do kněžské hrobky na chomutovském hřbitově.